# Сеун
Сеун (фр. Séoune) је река у Француској. Дуга је 65 km. Улива се у Гарону. 